# Fri – En samling
Fri eller Fri – En samling är ett samlingsalbum av den svenska dansbands-, pop- och countrysångerskan Kikki Danielsson, lanserat 2001. Albumet innehåller inspelningar av Kikki Danielsson, som soloartist eller tillsammans med andra, åren 1977-2001. Fyra av sångerna var nya 2001: "Fri", "Lämna mig inte", "I mitt hem" och "Rör vid mej". 2002 spelade den svenska gruppen Barbados in en engelskspråkig version på titelspåret "Fri", då under namnet "Sweet Little Angel". 

## Låtlista
| Nr  | Titel                   | Låtskrivare                                                                      | Längd | Övrigt               |
| --- | ----------------------- | -------------------------------------------------------------------------------- | ----- | -------------------- |
| 1.  | "Fri"                   | Marcos Ubeda, Ulf Georgsson                                                      | 3:03  |                      |
| 2.  | "Bra vibrationer"       | Lasse Holm, Ingela "Pling" Forsman                                               | 3:03  |                      |
| 3.  | "När vi rör varann"     | Dan Hill, Barry Man, Ingela "Pling" Forsman                                      | 4:00  |                      |
| 4.  | "God morgon"            | Lasse Holm, Torgny Söderberg                                                     | 3:01  | (Sweets 'n Chips)    |
| 5.  | "Dag efter dag"         | Lasse Holm, Torgny Söderberg                                                     | 2:54  | (Chips)              |
| 6.  | "Lämna mig inte"        | Carl Lösnitz                                                                     | 3:35  |                      |
| 7.  | "Lost in France"        | Ronnie Scott, Steve Wolfe                                                        | 3:36  |                      |
| 8.  | "Comment ça va"         | Eddy de Heer, Ralph Peeker                                                       | 3:46  |                      |
| 9.  | "I mitt hem"            | Carl-Henry Kindbom, Carl Lösnitz                                                 | 4:04  |                      |
| 10. | "Papaya Coconut"        | Lasse Holm, Ingela "Pling" Forsman                                               | 3:57  |                      |
| 11. | "Talking in Your Sleep" | Roger Cook, Bobby Wood                                                           | 3:03  |                      |
| 12. | "Amazing Grace"         | (traditionell, arrangemang: Anders Engberg, Lasse Holm)                          | 5:16  |                      |
| 13. | "Mycke' mycke' mer"     | Lasse Holm, Torgny Söderberg                                                     | 3:29  | (Chips)              |
| 14. | "Hem till Norden"       | Tommy Andersson, Kaj Svenling                                                    | 3:01  |                      |
| 15. | "Miss Decibel"          | Lasse Holm, Gert Lengstrand                                                      | 2:41  | (Wizex & Lasse Holm) |
| 16. | "U.S. of America"       | Donna Fargo                                                                      | 3:48  |                      |
| 17. | "Cowboy Yodel Song"     | Carson Robinson, Åke Strömmer (anges trots att det är engelskspråkiga versionen) | 2:10  |                      |
| 18. | "My Broken Souvenirs"   | Werner Theunissen                                                                | 3:45  |                      |
| 19. | "Stand by Your Man"     | Tammy Wynette, Billy Sherill                                                     | 2:36  |                      |
| 20. | "Que Sera Sera"         | Jay Livingston, Raymond Evans                                                    | 3:35  |                      |
| 21. | "Mitt innersta rum"     | Anders Glenmark, Ingela "Pling" Forsman                                          | 4:09  |                      |
| 22. | "Rör vid mej"           | Carl-Henry Kindbom, Thomas Thörnholm                                             | 3:49  |                      |

### Fotnoter
1. ↑  ”Danswebb”. Arkiverad från originalet den 25 maj 2012. http://archive.is/2012.05.25-121206/http://www.dans-web.nu/skivor/index.php?pid=view&ref_cd=165. Läst 9 juni 2011.
2. ↑  Aftonbladet 6 november 2001 - Kikkis "Fri" når inte riktigt fram
3. ↑  ”Fri: en samling”. Svensk mediedatabas. 6 mars 2001. http://smdb.kb.se/catalog/id/001548767. Läst 8 januari 2010.